# Incognita poesia
Incognita poesia è il singolo di debutto della cantautrice italiana Giordana Angi, pubblicato il 14 febbraio 2012.

## Descrizione
Con il brano l'artista ha partecipato al Festival di Sanremo 2012 nella sezione "Sanremosocial".

## Tracce
1. Incognita poesia – 3:50